# Lâm Gia Hân
Lâm Gia Hân (tiếng Trung: 林嘉欣, tiếng Anh: Karena Lam Kar-yan, sinh ngày 17 tháng 8 năm 1978) là một nữ ca sĩ kiêm diễn viên người Canada gốc Đài Loan, hiện đang sinh sống và làm việc tại Hồng Kông.
Vai diễn Hồ Thái Lam trong bộ phim Khúc nhạc tháng 7 đã giúp cô giành hai giải Diễn viên mới xuất sắc nhất và Nữ diễn viên phụ xuất sắc nhất tại giải thưởng điện ảnh Hồng Kông lần thứ 21. Năm 2015, với việc giành giải Nữ diễn viên chính xuất sắc nhất tại giải Kim Mã qua bộ phim Zinnia Flower, cô trở thành người đầu tiên giành được cả ba giải Kim Mã cao quý về ngành diễn xuất dành cho nữ giới.

## Đời tư
Năm 2010, Lâm Gia Hân đã kết hôn với Viên Kiếm Vĩ, một nhà làm phim quảng cáo ở Hồng Kông; sau này cả hai tổ chức đám cưới vào tháng 6 cùng năm tại Vancouver, Canada, nơi cô đã từng sinh ra và lớn lên tại đây. Cô đã hạ sinh hai đứa con gái vào các năm 2010 và 2013. Hai người sau đó đã ly hôn vào năm 2023.

## Danh sách phim
| Năm  | Phim                               | Vai diễn           | Ghi chú |
| ---- | ---------------------------------- | ------------------ | --- |
| 2002 | Tiramisu                           | Trần Tĩnh          | |
| 2002 | Inner Senses                       | Chương Hân         | Đề cử – Giải thưởng điện ảnh Hồng Kông cho nữ diễn viên chính xuất sắc nhất |
| 2002 | July Rhapsody                      | Hồ Thái Lam        | Giải thưởng điện ảnh Hồng Kông cho nữ diễn viên phụ xuất sắc nhất Giải thưởng điện ảnh Hồng Kông cho diễn viên mới xuất sắc nhất Giải Kim Mã cho nữ diễn viên phụ xuất sắc nhất Giải Kim Mã cho diễn viên mới xuất sắc nhất Giải Kim Tử Kinh cho nữ diễn viên phụ xuất sắc nhất |
| 2003 | Heroic Duo                         | Brenda             | |
| 2003 | Truth or Dare: 6th Floor Rear Flat | Karena             | |
| 2003 | The Floating Landscape             | Mạn Nhi            | Đề cử – Giải thưởng điện ảnh Hồng Kông cho nữ diễn viên chính xuất sắc nhất |
| 2004 | Six Strong Guys                    | Đinh Đinh          | |
| 2004 | Super Model                        | Trương Thiết Trụ   | |
| 2004 | Koma                               | Tôn Linh           | Đề cử – Giải thưởng điện ảnh Hồng Kông cho nữ diễn viên chính xuất sắc nhất |
| 2005 | Home Sweet Home                    | Yêu quái Diêm Hồng | Đề cử – Giải thưởng điện ảnh Hồng Kông cho nữ diễn viên chính xuất sắc nhất |
| 2005 | Mob Sister                         | Lạc Hoa            | Đề cử – Giải thưởng điện ảnh Hồng Kông cho nữ diễn viên phụ xuất sắc nhất |
| 2005 | It Had to Be You!                  | Jill               | |
| 2007 | Anna & Anna                        | Anna/Tư Ngữ        | |
| 2007 | Kidnap                             | Lâm Hiểu Dương     | |
| 2006 | Silk                               | Đỗ Gia Duy         | |
| 2008 | Claustrophobia                     | Pearl/Bội          | Giải Minh Báo cho nữ diễn viên điện ảnh xuất sắc nhất Đề cử – Giải thưởng điện ảnh Hồng Kông cho nữ diễn viên chính xuất sắc nhất Đề cử – Giải Kim Mã cho nữ diễn viên chính xuất sắc nhất                                                                                      |
| 2008 | Candy Rain                         | Ricky              | |
| 2008 | Fit Lover                          | Nhiếp Băng         | |
| 2008 | Happy Funeral                      | Karena             | Vai khách mời |
| 2010 | Lover's Discourse                  | A Lan              | Đề cử – Giải Minh Báo cho nữ diễn viên điện ảnh xuất sắc nhất |
| 2010 | Don Quixote                        | Dulcinea           | |
| 2010 | Let the Wind Carry Me              |                    | |
| 2015 | Dragon Blade                       | Karena             | |
| 2015 | Keeper of Darkness                 | Hoàng Vĩnh Phát    | |
| 2015 | Zinnia Flower                      | Tâm Mẫn            | Giải Kim Mã cho nữ diễn viên chính xuất sắc nhất |
| 2016 | Heaven in the Dark                 | Michelle Chan      | Đề cử – Giải thưởng điện ảnh Hồng Kông cho nữ diễn viên chính xuất sắc nhất |
| 2017 | The Liquidator                     | Nguy Nguy          | |
| 2019 | Integrity                          | Giang Tuyết Nhi    | |
| 2019 | The White Storm 2 - Drug Lords     | Trâu Văn Phượng    | |
| 2019 | Declared Legally Dead              | Thẩm Tử Linh       | |
| 2021 | American Girl                      | Lily Wang          | Đề cử – Giải Kim Mã cho nữ diễn viên chính xuất sắc nhất |